# حسن زاهر المغنی
حسن زاهر المغنی (عربی: حسن زاهر المغني؛ زادهٔ ۷ ژانویهٔ ۱۹۸۵) بازیکن فوتبال اهل عمان بود.
از باشگاه‌هایی که در آن بازی کرده‌است می‌توان به باشگاه ورزشی النصر و باشگاه ورزشی المحرق اشاره کرد.
وی همچنین در تیم ملی فوتبال عمان بازی کرده‌است.